# HD 4208
HD 4208 ó Cocibolca (HIP 3479 / SAO 166526 / GJ 9024) es una estrella de magnitud aparente +7,79 situada en la constelación de Sculptor cerca del límite con Cetus.
Se encuentra a 107 años luz de distancia del sistema solar.
En 2001 se anunció el descubrimiento de un planeta extrasolar en órbita alrededor de esta estrella.
HD 4208 es una enana amarilla de tipo espectral G5V que tiene una temperatura efectiva de 5585 ± 50 K.
Menos luminosa que el Sol, brilla con el equivalente al 71% de la luminosidad solar. Su radio es entre el 89% y el 91% del radio solar y tiene una masa que corresponde al 83% de la masa solar.
Su edad estimada, 4470 millones de años, es prácticamente idéntica a la de nuestra estrella.
El contenido de hierro de HD 4208 sólo supone el 58% del que tiene el Sol, a diferencia de otras estrellas con planetas gigantes, en donde parece haber una relación entre la existencia de estos planetas y una elevada metalicidad —abundancia relativa de elementos más pesados que el helio—.
Recientemente se ha cuestionado dicha relación, sugiriéndose que la presencia de planetas gigantes está relacionada con un parámetro ligado al radio de la órbita galáctica y no con la metalicidad.

## Sistema planetario
En torno a HD 4208 orbita un planeta —denominado HD 4208 b o Xolotlán— con una masa mínima del 80% de la masa de Júpiter. Se mueve a una distancia media de la estrella de 1,65 UA con un período orbital de 812 días, a lo largo de una órbita similar a la de Marte en nuestro sistema solar.
| Acompañante (En orden desde la estrella) | Masa (MJ) | Período orbital (días) | Semieje mayor (UA) | Excentricidad |
| ---------------------------------------- | --------- | ---------------------- | ------------------ | ------------- |
| HD 4208 b                                | > 0,8     | 812,197                | 1,67               | 0,05          |